# جواو أوقستو دي أرواخو كاسترو
جواو أوقستو دي أرواخو كاسترو (بالبرتغالية: João Augusto de Araújo Castro) هو دبلوماسي برازيلي، ولد في 27 أغسطس 1919 في ريو دي جانيرو في البرازيل، وتوفي في 9 ديسمبر 1975 في واشنطن العاصمة في الولايات المتحدة.

## روابط خارجية
- جواو أوقستو دي أرواخو كاسترو على موقع مونزينجر (الألمانية)